# Ashot I de Armenia
Ashot I (en armenio: Աշոտ Ա c. 820-890) fue el rey que presidió el inicio de la segunda época dorada de Armenia (862– 977). Es conocido como Ashot el Grande (Աշոտ Մեծ) y era hijo de Smbat VIII el Confesor y miembro de la dinastía Bagratuni.

## Vida

### Primeros años
Ashot nació alrededor de 820 hijo de Smbat VIII el Confesor y su mujer Hripsime. Smbat VIII era sparapet (comandante supremo) e hijo de Ashot Msaker, Príncipe de Armenia (r. 806–826). Ashot también tuvo un hermano llamado Abas. Su familia, los Bagratunis, era una de las más poderosas del reino, junto con los Artsruni. Ambas familias lucharon por el poder mediante la guerra contra los invasores árabes. El reino fue posteriormente tomado por los armenios, que derrocaron al gobierno árabe. Smbat VIII se tuvo que exiliar a Samarra, donde moriría más tarde. Ashot continuó viviendo en los cuarteles de su padre, localizados cerca de la ciudad de Bagaran. Se casó con Katranide. Igual que su padre antes que él, Ashot fue nombrado sparapet en 856 por el califa abasí al-Mutawakkil.

### Príncipe de Príncipes de Armenia

El árabe-zona de frontera bizantina durante Ashot lifetime.

Durante las guerras árabo-bizantinas, el territorio de Ashot se situaba cerca de los puntos de conflicto. En 862, Ashot fue reconocido como Príncipe de Príncipes de Armenia por el califa abasí al-Musta'en, que vio en ello una protección contra los emires autónomos locales. Este título otorgaba a Ashot de facto el estatus real, y le situaba en un plano de igualdad con los emires, pero no le concedía facultades para gobernar administrativamente el reino. Ashot mantuvo este estatus durante los califatos de al-Mu'tazz (866–869), al-Muhtadi (869–870) y al-Mu'tamid (870–892).
En 862 se anexionó Bagrevand, poco después de la muerte del gobernante Mamikoniano, Grigor Mamikonian. Poco después actuó como mediador entre Grigor-Derenik Artsruni y Gurgen Artsruni, primos y miembros de la familia Artsruni que controlaba Vaspurakan. Ashot capturó entonces a Grigor-Derenik y redujo el tamaño de los cantones cercanos a Van. Ashot liberó a Grigor-Derenik para evitar más conflictos con los Artsruni y más tarde concertó el matrimonio de su hija, Sophie, y Grigor-Derenik, para reconciliarse. Ashot también fortaleció las relaciones con la dinastía Siunia casando  a su segunda hija, Mariam, con el príncipe Vasak Gabur IV. Estos lazos familiares ayudaron a fortalecer las relaciones con las dinastías vecinas.
Ashot utilizó este apoyo para hacer la guerra a los emires. Comenzó derrotando a los Kaysitas de Manazkert en 863, con la ayuda de su hermano y sparapet, Abas Bagratuni. En 877, inició su campaña contra el emir de Barda junto a su ostikan; aun así, el fracaso de este ostikan llevó a su sustitución. El nuevo ostikan hizo un tratado de paz secreto con el emir y traicionó a Ashot. Ashot supo de este complot y envió a Abas para desarmar al ostikan en Dvin; Abas le escoltó a la frontera bajo Ashot  órdenes para impedir la represalia del Califa. Ashot derrotó a los emires de Barda y Manazkert, asediando esta ciudad en 884; no obstante, el sitio concluyó prematuramente. Ashot obtuvo el control de Gugark y Utik en 860.
Ashot logró expandirse a Iberia, donde algunos de sus familiares se habían asentado a finales del siglo VII. Allí, alrededor de 875, se alió con Bagrat I de Iberia, su hermanastro, contra el hermano de Bagrat, Guaram Mampali. Juntos, Ashot y Bagrat derrotaron a Guaram. En 881, Ashot formó una alianza con David I de Iberia y Adarnase IV de Iberia, hijo y nieto de Bagrat respectivamente, para derrotar al hijo de Guaram, Nasra de Tao-Klarjeti.

### Rey de Armenia

Las fronteras de Bagratid Armenia de 884 a 962.

Varios contemporáneos armenios, incluyendo a Grigor-Derenik Vaspurakan, insistían en coronar a Ashot, que fue finalmente coronado Rey de Armenia con el consentimiento de Califa al-Mu'tamid en 885 para evitar la intrusión a través de Armenia del emperador bizantino Basilio I, de origen armenio. A raíz de su coronación, Ashot restauró la monarquía armenia y se convirtió en el fundador del Reino medieval de Armenia, también conocido como la Armenia Bagrátida, llamado así por el gobierno de la familia Bagratuni. Este reino sobrevivió hasta 1045, cuando fue anexionado al Imperio bizantino.
Pese a su estatus, Ashot quedaba subordinado al Califa, y fue puesto bajo la supervisión de los emires de Azerbaiyán. Todos los príncipes Armenios pasaron a estar bajo la autoridad de Ashot (aunque según la fórmula de primus inter pares). Dvin y los emiratos de Manazkert y Karin (y, según Constantino VII, Khoy y Salmas) también cayeron bajo control de Ashot, pese a la reluctancia de los gobiernos locales. El emir de Manazkert fue derrotado y obligado a someterse a Ashot en 885.
La influencia de Ashot continuó no sólo en Armenia sino también en Iberia. Tras la muerte en Grigor-Derenik Artsruni en 887, Ashot situó a su nieto (e hijo de Grigor-Derenik), Ashot-Sargis Artsruni, bajo las órdenes de su pariente Gagik Aboumerwan Artsruni. En 887 y 888, Ashot apoyó a su sobrino Adarnase IV de Iberia para derrocar a Bagrat I de Abjasia. También en 888, Ashot envió a su hermano Abas a Kars para parar una rebelión dirigida por el príncipe Sahak-Mleh de Vanand.
Ashot viajó a Gugark para parar otra rebelión, luchando junto a su hijo y heredero, Smbat I. Murió en 890. El historiador contemporáneo Hovhannes Draskhanakerttsi relata su fallecimiento:

Since he died on the road, in an inn at a rocky place called K'arsparn, they carried away his body in a coffin and brought it to the town (awan) of Bagaran, the royal residence, where they covered the coffin with robes and veils interwoven and adorned with gold; and carefully selected detachments of military forces clad in arms and ornaments stood guard. The great katholikos, accompanied by the rest of the clerics of the church, also came forth and solemnly chanted psalms and raised the voice of [their] praise. His three sons, the senior [gaherec'] princes of the royal house and other friends followed the coffin, and thus they arrived at the cemetery....Then, building a tomb [suitable] for royalty, they buried him in the cemetery of his ancestors.

Smbat le sucedió.

## El crecimiento de Armenia
La restauración de la monarquía vino acompañada por crecimiento económico y el resurgimiento de las artes y religión. Varios edificios culturales fueron restaurados y renovados. Bajo el reinado de Ashot, se creó el primer Jachkar en 879 como tributo a la esposa de Ashot, Katranide. Las ciudades comenzaron a crecer y la agricultura floreció. La vid se convirtió en una industria muy exitosa.

## Asuntos religiosos

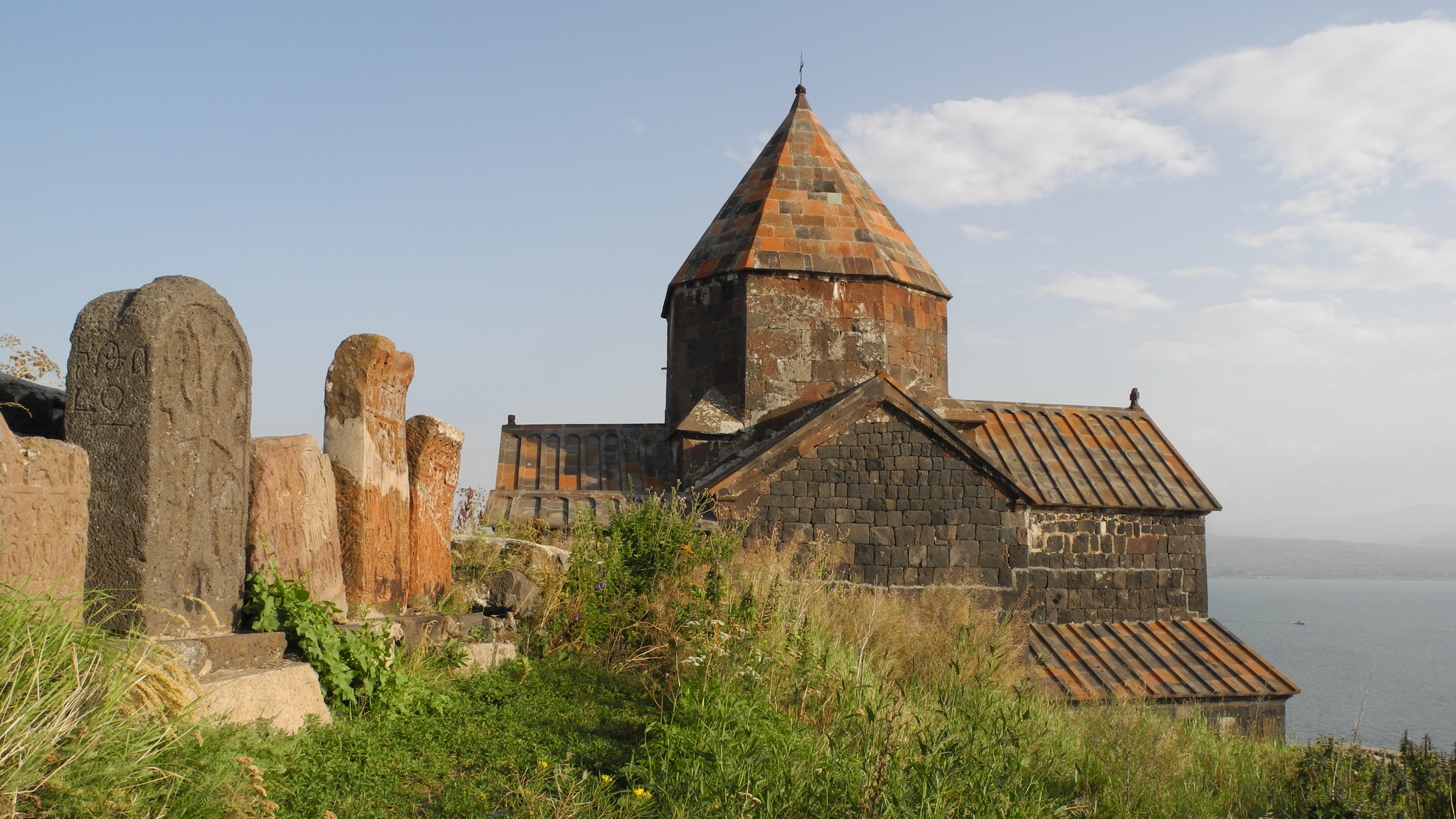
Sevanavank Monasterio, fundado en 874 por Ashot hija Mariam y dotado por Ashot.[36

Ashot apoyó la Iglesia apostólica armenia durante su reinado, contemplando la posibilidad de fusionarla con la Iglesia bizantina ortodoxa, por la influencia del Imperio bizantino en la región, y temía que el Imperio bizantino le negara su reclamación al trono. En 862, cuándo el Patriarca de Constantinople Photios  intentó unir la iglesia armenia enviando cartas al Cathólicos Zacharias I y a Ashot, ambos convocaron un concilio en Yerazgavors; la ambigua respuesta fue formulada por Ashot. Ashot continuó recibiendo comunicaciones epistolares y en 882 recibió una carta con una Vera Cruz concedida al Catholicós Mashtots I, que era amigo de Ashot (la cruz ha desaparecido desde entonces). Ashot también apoyó el deseo de la Iglesia armenia de separarse de la Iglesia de la Albania Caucásica. También donó varios tesoros para que fueran distribuidos entre las iglesias.
|  |  |                                 |                                 |                                          |                                          |                                          |                                          |                                          |                                          |       |       |                                                           |                                                           |                                                           |                                                           |                                                           |                                                           |                                               |                                               |                                               |                                               | Ashot the Great Prince of Princes, sparapet (855-885) king of Armenia (885-890) | Ashot the Great Prince of Princes, sparapet (855-885) king of Armenia (885-890) | Ashot the Great Prince of Princes, sparapet (855-885) king of Armenia (885-890) | Ashot the Great Prince of Princes, sparapet (855-885) king of Armenia (885-890) | Ashot the Great Prince of Princes, sparapet (855-885) king of Armenia (885-890) | Ashot the Great Prince of Princes, sparapet (855-885) king of Armenia (885-890) |                       |                       | Katranide I Queen of Armenia (885-890) | Katranide I Queen of Armenia (885-890) | Katranide I Queen of Armenia (885-890)      | Katranide I Queen of Armenia (885-890)      | Katranide I Queen of Armenia (885-890)      | Katranide I Queen of Armenia (885-890)      |                                             |                                             |              |              |               |               |               |               |               |               |     |     |                                        |                                        |                                        |                                        |                                        |                                        |                        |                        |       |       |  |  |  |  |  |  |  |  |  |  |  |  |  |  |  |  |  |  |  |  |  |  |  |  |  |  |  |  |  |  |  |  |  |  |
|  |  |                                 |                                 |                                          |                                          |                                          |                                          |                                          |                                          |       |       |                                                           |                                                           |                                                           |                                                           |                                                           |                                                           |                                               |                                               |                                               |                                               | Ashot the Great Prince of Princes, sparapet (855-885) king of Armenia (885-890) | Ashot the Great Prince of Princes, sparapet (855-885) king of Armenia (885-890) | Ashot the Great Prince of Princes, sparapet (855-885) king of Armenia (885-890) | Ashot the Great Prince of Princes, sparapet (855-885) king of Armenia (885-890) | Ashot the Great Prince of Princes, sparapet (855-885) king of Armenia (885-890) | Ashot the Great Prince of Princes, sparapet (855-885) king of Armenia (885-890) |                       |                       | Katranide I Queen of Armenia (885-890) | Katranide I Queen of Armenia (885-890) | Katranide I Queen of Armenia (885-890)      | Katranide I Queen of Armenia (885-890)      | Katranide I Queen of Armenia (885-890)      | Katranide I Queen of Armenia (885-890)      |                                             |                                             |              |              |               |               |               |               |               |               |     |     |                                        |                                        |                                        |                                        |                                        |                                        |                        |                        |       |       |  |  |  |  |  |  |  |  |  |  |  |  |  |  |  |  |  |  |  |  |  |  |  |  |  |  |  |  |  |  |  |  |  |  |
|  |  |                                 |                                 |                                          |                                          |                                          |                                          |                                          |                                          |       |       |                                                           |                                                           |                                                           |                                                           |                                                           |                                                           |                                               |                                               |                                               |                                               |                                                                                 |                                                                                 |                                                                                 |                                                                                 |                                                                                 |                                                                                 |                       |                       |                                        |                                        |                                             |                                             |                                             |                                             |                                             |                                             |              |              |               |               |               |               |               |               |     |     |                                        |                                        |                                        |                                        |                                        |                                        |                        |                        |       |       |  |  |  |  |  |  |  |  |  |  |  |  |  |  |  |  |  |  |  |  |  |  |  |  |  |  |  |  |  |  |  |  |  |  |
|  |  |                                 |                                 |                                          |                                          |                                          |                                          |                                          |                                          |       |       |                                                           |                                                           |                                                           |                                                           |                                                           |                                                           |                                               |                                               |                                               |                                               |                                                                                 |                                                                                 |                                                                                 |                                                                                 |                                                                                 |                                                                                 |                       |                       |                                        |                                        |                                             |                                             |                                             |                                             |                                             |                                             |              |              |               |               |               |               |               |               |     |     |                                        |                                        |                                        |                                        |                                        |                                        |                        |                        |       |       |  |  |  |  |  |  |  |  |  |  |  |  |  |  |  |  |  |  |  |  |  |  |  |  |  |  |  |  |  |  |  |  |  |  |
|  |  | Smbat king of Armenia (890-914) | Smbat king of Armenia (890-914) | Smbat king of Armenia (890-914)          | Smbat king of Armenia (890-914)          | Smbat king of Armenia (890-914)          | Smbat king of Armenia (890-914)          |                                          |                                          |       |       |                                                           |                                                           |                                                           |                                                           |                                                           |                                                           | Sahak                                         | Sahak                                         | Sahak                                         | Sahak                                         | Sahak                                                                           | Sahak                                                                           |                                                                                 |                                                                                 |                                                                                 |                                                                                 |                       |                       |                                        |                                        |                                             |                                             | David (†902)                                | David (†902)                                | David (†902)                                | David (†902)                                | David (†902) | David (†902) |               |               |               |               |               |               |     |     |                                        |                                        | Shapuh sparapet (†912)                 | Shapuh sparapet (†912)                 | Shapuh sparapet (†912)                 | Shapuh sparapet (†912)                 | Shapuh sparapet (†912) | Shapuh sparapet (†912) |       |       |  |  |  |  |  |  |  |  |  |  |  |  |  |  |  |  |  |  |  |  |  |  |  |  |  |  |  |  |  |  |  |  |  |  |
|  |  | Smbat king of Armenia (890-914) | Smbat king of Armenia (890-914) | Smbat king of Armenia (890-914)          | Smbat king of Armenia (890-914)          | Smbat king of Armenia (890-914)          | Smbat king of Armenia (890-914)          |                                          |                                          |       |       |                                                           |                                                           |                                                           |                                                           |                                                           |                                                           | Sahak                                         | Sahak                                         | Sahak                                         | Sahak                                         | Sahak                                                                           | Sahak                                                                           |                                                                                 |                                                                                 |                                                                                 |                                                                                 |                       |                       |                                        |                                        |                                             |                                             | David (†902)                                | David (†902)                                | David (†902)                                | David (†902)                                | David (†902) | David (†902) |               |               |               |               |               |               |     |     |                                        |                                        | Shapuh sparapet (†912)                 | Shapuh sparapet (†912)                 | Shapuh sparapet (†912)                 | Shapuh sparapet (†912)                 | Shapuh sparapet (†912) | Shapuh sparapet (†912) |       |       |  |  |  |  |  |  |  |  |  |  |  |  |  |  |  |  |  |  |  |  |  |  |  |  |  |  |  |  |  |  |  |  |  |  |
|  |  |                                 |                                 |                                          |                                          |                                          |                                          | Sofya                                    | Sofya                                    | Sofya | Sofya | Sofya                                                     | Sofya                                                     |                                                           |                                                           | Grigor-Derenik prince of Vaspurakan (857-887)             | Grigor-Derenik prince of Vaspurakan (857-887)             | Grigor-Derenik prince of Vaspurakan (857-887) | Grigor-Derenik prince of Vaspurakan (857-887) | Grigor-Derenik prince of Vaspurakan (857-887) | Grigor-Derenik prince of Vaspurakan (857-887) |                                                                                 |                                                                                 | daughter                                                                        | daughter                                                                        | daughter                                                                        | daughter                                                                        | daughter              | daughter              |                                        |                                        | Vahan Artsruni                              | Vahan Artsruni                              | Vahan Artsruni                              | Vahan Artsruni                              | Vahan Artsruni                              | Vahan Artsruni                              |              |              | Mariam (†914) | Mariam (†914) | Mariam (†914) | Mariam (†914) | Mariam (†914) | Mariam (†914) |     |     | Vasak Syuni prince of Syunik (855-859) | Vasak Syuni prince of Syunik (855-859) | Vasak Syuni prince of Syunik (855-859) | Vasak Syuni prince of Syunik (855-859) | Vasak Syuni prince of Syunik (855-859) | Vasak Syuni prince of Syunik (855-859) |                        |                        |       |       |  |  |  |  |  |  |  |  |  |  |  |  |  |  |  |  |  |  |  |  |  |  |  |  |  |  |  |  |  |  |  |  |  |  |
|  |  |                                 |                                 |                                          |                                          |                                          |                                          | Sofya                                    | Sofya                                    | Sofya | Sofya | Sofya                                                     | Sofya                                                     |                                                           |                                                           | Grigor-Derenik prince of Vaspurakan (857-887)             | Grigor-Derenik prince of Vaspurakan (857-887)             | Grigor-Derenik prince of Vaspurakan (857-887) | Grigor-Derenik prince of Vaspurakan (857-887) | Grigor-Derenik prince of Vaspurakan (857-887) | Grigor-Derenik prince of Vaspurakan (857-887) |                                                                                 |                                                                                 | daughter                                                                        | daughter                                                                        | daughter                                                                        | daughter                                                                        | daughter              | daughter              |                                        |                                        | Vahan Artsruni                              | Vahan Artsruni                              | Vahan Artsruni                              | Vahan Artsruni                              | Vahan Artsruni                              | Vahan Artsruni                              |              |              | Mariam (†914) | Mariam (†914) | Mariam (†914) | Mariam (†914) | Mariam (†914) | Mariam (†914) |     |     | Vasak Syuni prince of Syunik (855-859) | Vasak Syuni prince of Syunik (855-859) | Vasak Syuni prince of Syunik (855-859) | Vasak Syuni prince of Syunik (855-859) | Vasak Syuni prince of Syunik (855-859) | Vasak Syuni prince of Syunik (855-859) |                        |                        |       |       |  |  |  |  |  |  |  |  |  |  |  |  |  |  |  |  |  |  |  |  |  |  |  |  |  |  |  |  |  |  |  |  |  |  |
|  |  |                                 |                                 |                                          |                                          |                                          |                                          |                                          |                                          |       |       |                                                           |                                                           |                                                           |                                                           |                                                           |                                                           |                                               |                                               |                                               |                                               |                                                                                 |                                                                                 |                                                                                 |                                                                                 |                                                                                 |                                                                                 |                       |                       |                                        |                                        |                                             |                                             |                                             |                                             |                                             |                                             |              |              |               |               |               |               |               |               |     |     |                                        |                                        |                                        |                                        |                                        |                                        |                        |                        |       |       |  |  |  |  |  |  |  |  |  |  |  |  |  |  |  |  |  |  |  |  |  |  |  |  |  |  |  |  |  |  |  |  |  |  |
|  |  |                                 |                                 |                                          |                                          |                                          |                                          |                                          |                                          |       |       |                                                           |                                                           |                                                           |                                                           |                                                           |                                                           |                                               |                                               |                                               |                                               |                                                                                 |                                                                                 |                                                                                 |                                                                                 |                                                                                 |                                                                                 |                       |                       |                                        |                                        |                                             |                                             |                                             |                                             |                                             |                                             |              |              |               |               |               |               |               |               |     |     |                                        |                                        |                                        |                                        |                                        |                                        |                        |                        |       |       |  |  |  |  |  |  |  |  |  |  |  |  |  |  |  |  |  |  |  |  |  |  |  |  |  |  |  |  |  |  |  |  |  |  |
|  |  |                                 |                                 | Ashot prince of Vaspurakan (898-904)     | Ashot prince of Vaspurakan (898-904)     | Ashot prince of Vaspurakan (898-904)     | Ashot prince of Vaspurakan (898-904)     | Ashot prince of Vaspurakan (898-904)     | Ashot prince of Vaspurakan (898-904)     |       |       | Gagik prince and king of Vaspurakan (904-908) / (908-943) | Gagik prince and king of Vaspurakan (904-908) / (908-943) | Gagik prince and king of Vaspurakan (904-908) / (908-943) | Gagik prince and king of Vaspurakan (904-908) / (908-943) | Gagik prince and king of Vaspurakan (904-908) / (908-943) | Gagik prince and king of Vaspurakan (904-908) / (908-943) |                                               |                                               | Gurgen prince of Parskahayk (904-925)         | Gurgen prince of Parskahayk (904-925)         | Gurgen prince of Parskahayk (904-925)                                           | Gurgen prince of Parskahayk (904-925)                                           | Gurgen prince of Parskahayk (904-925)                                           | Gurgen prince of Parskahayk (904-925)                                           |                                                                                 |                                                                                 |                       |                       |                                        |                                        | Grigor prince of Syunik (855-859) (859-913) | Grigor prince of Syunik (855-859) (859-913) | Grigor prince of Syunik (855-859) (859-913) | Grigor prince of Syunik (855-859) (859-913) | Grigor prince of Syunik (855-859) (859-913) | Grigor prince of Syunik (855-859) (859-913) |              |              | Sahak         | Sahak         | Sahak         | Sahak         | Sahak         | Sahak         |     |     | Vasak                                  | Vasak                                  | Vasak                                  | Vasak                                  | Vasak                                  | Vasak                                  |                        |                        |       |       |  |  |  |  |  |  |  |  |  |  |  |  |  |  |  |  |  |  |  |  |  |  |  |  |  |  |  |  |  |  |  |  |  |  |
|  |  |                                 |                                 | Ashot prince of Vaspurakan (898-904)     | Ashot prince of Vaspurakan (898-904)     | Ashot prince of Vaspurakan (898-904)     | Ashot prince of Vaspurakan (898-904)     | Ashot prince of Vaspurakan (898-904)     | Ashot prince of Vaspurakan (898-904)     |       |       | Gagik prince and king of Vaspurakan (904-908) / (908-943) | Gagik prince and king of Vaspurakan (904-908) / (908-943) | Gagik prince and king of Vaspurakan (904-908) / (908-943) | Gagik prince and king of Vaspurakan (904-908) / (908-943) | Gagik prince and king of Vaspurakan (904-908) / (908-943) | Gagik prince and king of Vaspurakan (904-908) / (908-943) |                                               |                                               | Gurgen prince of Parskahayk (904-925)         | Gurgen prince of Parskahayk (904-925)         | Gurgen prince of Parskahayk (904-925)                                           | Gurgen prince of Parskahayk (904-925)                                           | Gurgen prince of Parskahayk (904-925)                                           | Gurgen prince of Parskahayk (904-925)                                           |                                                                                 |                                                                                 |                       |                       |                                        |                                        | Grigor prince of Syunik (855-859) (859-913) | Grigor prince of Syunik (855-859) (859-913) | Grigor prince of Syunik (855-859) (859-913) | Grigor prince of Syunik (855-859) (859-913) | Grigor prince of Syunik (855-859) (859-913) | Grigor prince of Syunik (855-859) (859-913) |              |              | Sahak         | Sahak         | Sahak         | Sahak         | Sahak         | Sahak         |     |     | Vasak                                  | Vasak                                  | Vasak                                  | Vasak                                  | Vasak                                  | Vasak                                  |                        |                        |       |       |  |  |  |  |  |  |  |  |  |  |  |  |  |  |  |  |  |  |  |  |  |  |  |  |  |  |  |  |  |  |  |  |  |  |
|  |  |                                 |                                 |                                          |                                          |                                          |                                          |                                          |                                          |       |       |                                                           |                                                           |                                                           |                                                           |                                                           |                                                           |                                               |                                               |                                               |                                               |                                                                                 |                                                                                 |                                                                                 |                                                                                 |                                                                                 |                                                                                 |                       |                       |                                        |                                        |                                             |                                             |                                             |                                             |                                             |                                             |              |              |               |               |               |               |               |               |     |     |                                        |                                        |                                        |                                        |                                        |                                        |                        |                        |       |       |  |  |  |  |  |  |  |  |  |  |  |  |  |  |  |  |  |  |  |  |  |  |  |  |  |  |  |  |  |  |  |  |  |  |
|  |  |                                 |                                 | Ashot the Iron king of Armenia (914-928) | Ashot the Iron king of Armenia (914-928) | Ashot the Iron king of Armenia (914-928) | Ashot the Iron king of Armenia (914-928) | Ashot the Iron king of Armenia (914-928) | Ashot the Iron king of Armenia (914-928) |       |       | Sahakanuysh Sevada                                        | Sahakanuysh Sevada                                        | Sahakanuysh Sevada                                        | Sahakanuysh Sevada                                        | Sahakanuysh Sevada                                        | Sahakanuysh Sevada                                        |                                               |                                               | Abas king of Armenia (928-953)                | Abas king of Armenia (928-953)                | Abas king of Armenia (928-953)                                                  | Abas king of Armenia (928-953)                                                  | Abas king of Armenia (928-953)                                                  | Abas king of Armenia (928-953)                                                  |                                                                                 |                                                                                 | Gurgendukht Bagratuni | Gurgendukht Bagratuni | Gurgendukht Bagratuni                  | Gurgendukht Bagratuni                  | Gurgendukht Bagratuni                       | Gurgendukht Bagratuni                       |                                             |                                             | Seda                                        | Seda                                        | Seda         | Seda         | Seda          | Seda          |               |               | son           | son           | son | son | son                                    | son                                    |                                        |                                        | Ashot                                  | Ashot                                  | Ashot                  | Ashot                  | Ashot | Ashot |  |  |  |  |  |  |  |  |  |  |  |  |  |  |  |  |  |  |  |  |  |  |  |  |  |  |  |  |  |  |  |  |  |  |
|  |  |                                 |                                 | Ashot the Iron king of Armenia (914-928) | Ashot the Iron king of Armenia (914-928) | Ashot the Iron king of Armenia (914-928) | Ashot the Iron king of Armenia (914-928) | Ashot the Iron king of Armenia (914-928) | Ashot the Iron king of Armenia (914-928) |       |       | Sahakanuysh Sevada                                        | Sahakanuysh Sevada                                        | Sahakanuysh Sevada                                        | Sahakanuysh Sevada                                        | Sahakanuysh Sevada                                        | Sahakanuysh Sevada                                        |                                               |                                               | Abas king of Armenia (928-953)                | Abas king of Armenia (928-953)                | Abas king of Armenia (928-953)                                                  | Abas king of Armenia (928-953)                                                  | Abas king of Armenia (928-953)                                                  | Abas king of Armenia (928-953)                                                  |                                                                                 |                                                                                 | Gurgendukht Bagratuni | Gurgendukht Bagratuni | Gurgendukht Bagratuni                  | Gurgendukht Bagratuni                  | Gurgendukht Bagratuni                       | Gurgendukht Bagratuni                       |                                             |                                             | Seda                                        | Seda                                        | Seda         | Seda         | Seda          | Seda          |               |               | son           | son           | son | son | son                                    | son                                    |                                        |                                        | Ashot                                  | Ashot                                  | Ashot                  | Ashot                  | Ashot | Ashot |  |  |  |  |  |  |  |  |  |  |  |  |  |  |  |  |  |  |  |  |  |  |  |  |  |  |  |  |  |  |  |  |  |  |